# Can Demont
Can Demont és una masia de Vilademuls (Pla de l'Estany) inclosa a l'Inventari del Patrimoni Arquitectònic de Catalunya.

## Descripció
Can Demont és una gran casa rural d'aspecte imponent, s'aixeca al costat de la carretera que va d'Esponellà a Bàscara, està separada de la carretera per un pati o corral i un mur de gran alçada que forma una terrassa a llevant. En aquesta terrassa hi ha un porxo cobert a una aigua i obert amb arcs de punt rodó. L'edifici és d'un sol cos principal de planta baixa i dos plantes i cobert a dues aigües amb el carener seguint l'eix est/oest. La coberta està rematada a tot el perímetre per una cornisa.